# Antu (bogini)
Antu – mezopotamska bogini, w mitologii babilońskiej uważana za małżonkę boga niebios – Anu. Głównym miejscem kultu boskiej pary było miasto Uruk, gdzie oddawano im cześć początkowo w świątyni E-ana, a później w świątyni Bit resz. W wersji standardowej akadyjskiego Eposu o Gilgameszu Anu i Antu przedstawiani są jako rodzice bogini Isztar:

„Gdy Isztar to [usłyszała],
pełna złości [wstąpiła] do nieba
i stanęła przed obliczem swego ojca Anu, [płacząc];
przed Antu, jej matką, płynęły jej łzy...”